# Notamphisopus percevali
Notamphisopus percevali är en kräftdjursart som beskrevs av Nicholls 1944. Notamphisopus percevali ingår i släktet Notamphisopus och familjen Phreatoicidae. Inga underarter finns listade i Catalogue of Life.